# Crema para afeitar

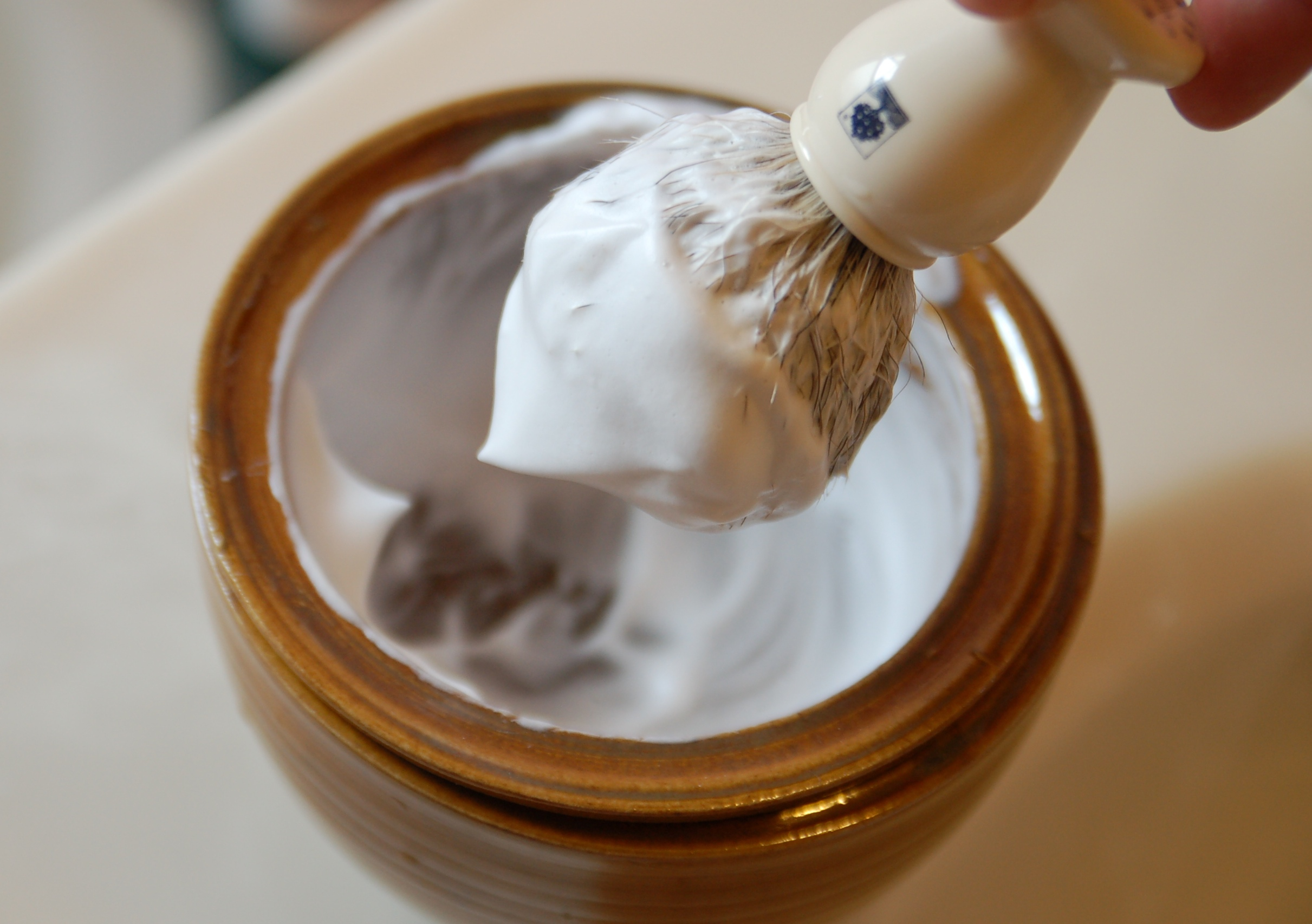
Crema de afeitar preparada con brocha.

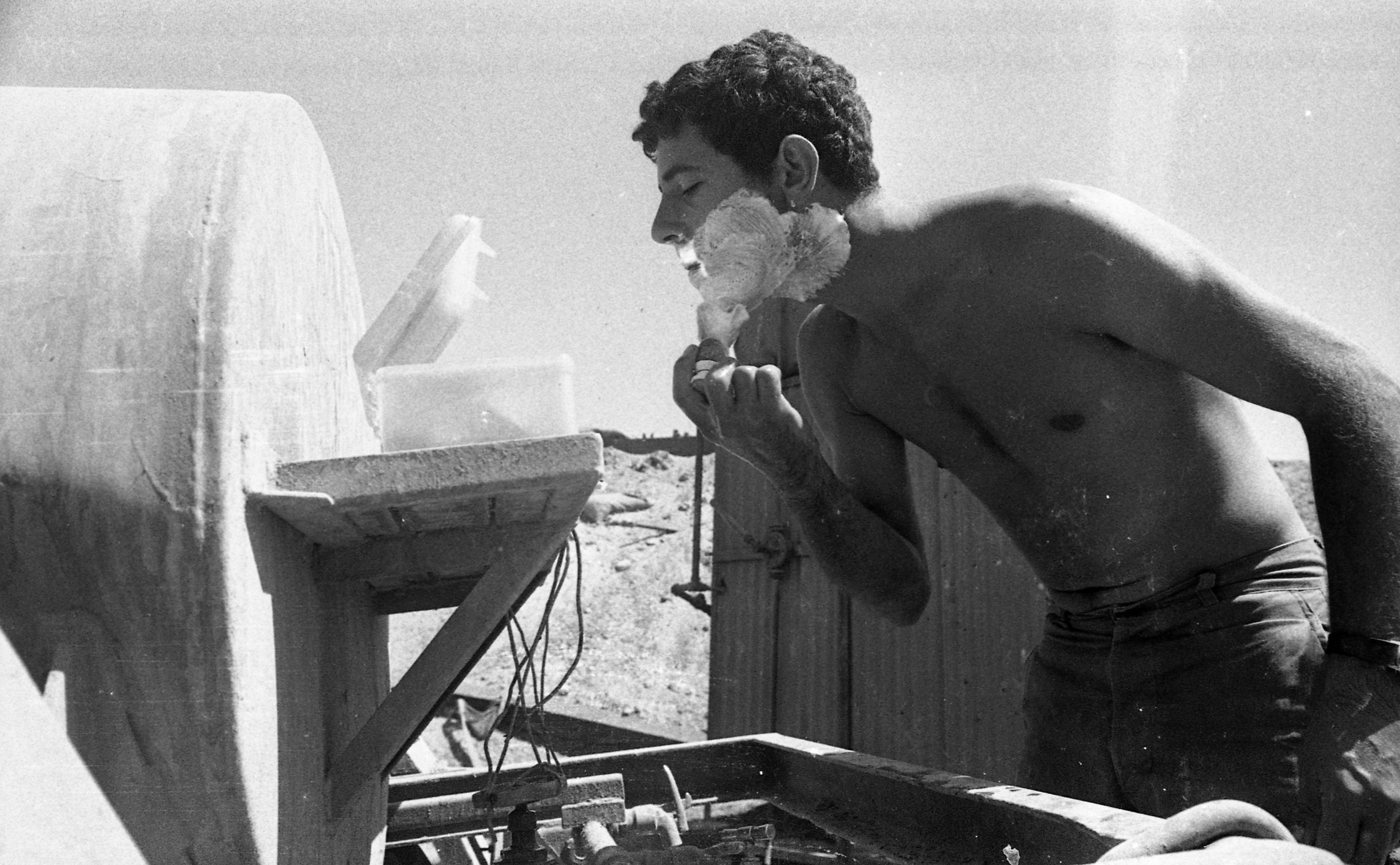
Soldado israelí aplicándose crema para afeitar, 1969

La crema de afeitar (o loción preafeitado si es líquido) o espuma de afeitar es un producto químico que se utiliza al afeitarse, principalmente con el objetivo de abrir los poros y ablandar la barba. Se suele preparar con la ayuda de una brocha de afeitar.
Si bien las características varían de un producto a otro, las más comunes son:
- Ablandar la barba, lo que facilita el afeitado.
- Permitir un deslizamiento de la rasuradora más suave para mejorar la afeitada
- Retirar el sudor.
- Humectar la piel,[1] dejándola lisa y con buen aspecto.
- Desinfectantes y cicatrizantes (para las heridas que puedan producirse).
- Evita el dolor, picazón, sequedad y otras sensaciones que pueden ser molestas.

## Historia

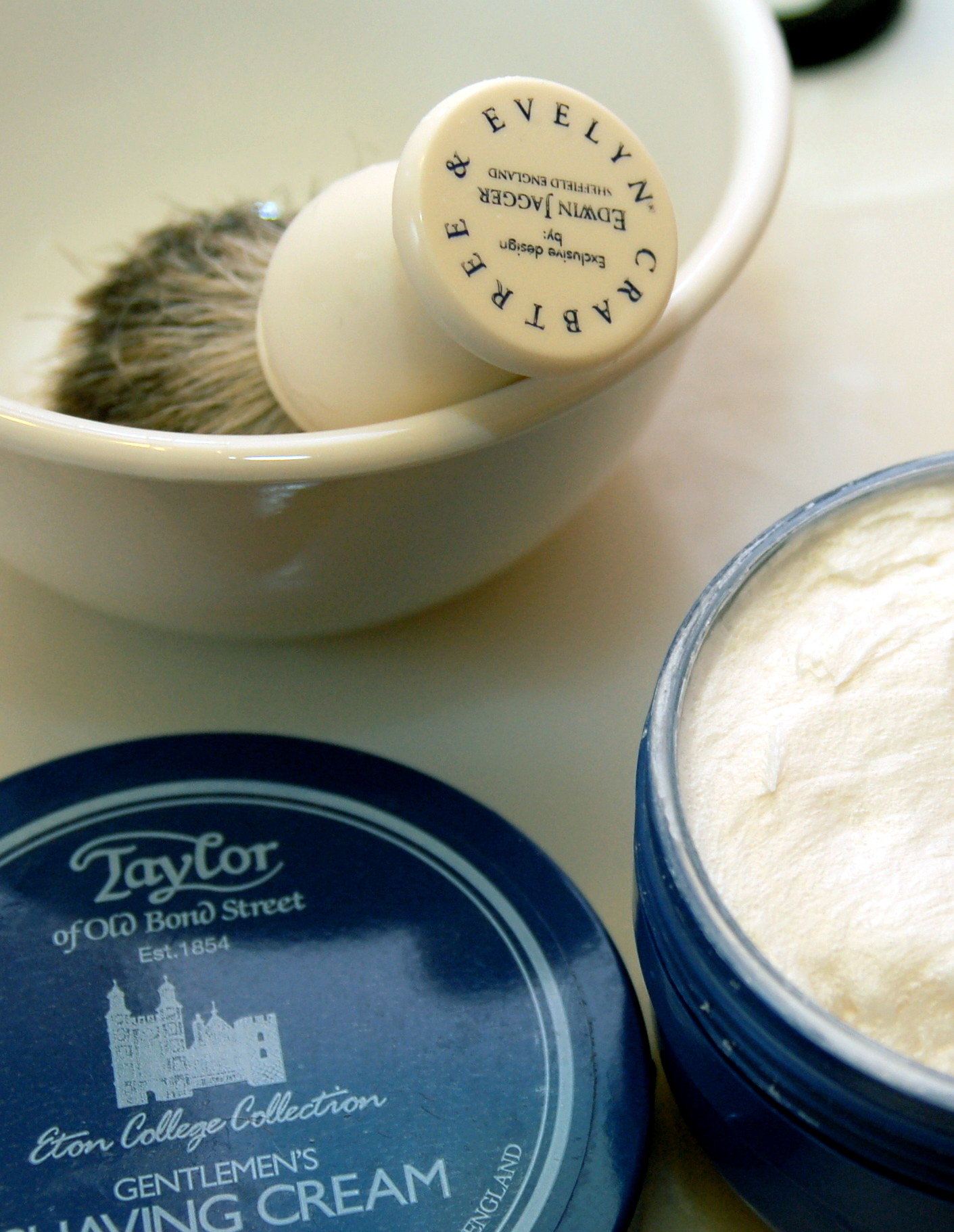
Crema de afeitar de Taylor of Old Bond Street en tarro; la presentación más común de las cremas británicas.

Una forma rudimentaria de crema de afeitar se documentó en Sumeria alrededor del 3000 A.C. Esta sustancia era una mezcla de álcali de maderas y grasa animal, la cual se aplicaba a la barba como una preparación para el afeitado.
La crema de afeitar como la conocemos hoy en día empezó a fabricarse hace más de 200 años por las barberías más exclusivas de Londres como Truefitt & Hill, Geo.F. Trumper y Taylor of Old Bond Street. Truefitt & Hill ha producido crema de afeitar al menos desde 1805, año de su fundación. La crema de afeitar ofreció en ese entonces una alternativa al tradicional jabón de afeitar.
Durante la década de 1950 aparecieron las primeras espumas de afeitar envasadas. Estas contenían clorofluorocarbonos (CFC), los cuales dañaban la capa de ozono. Esto llevó a la sustitución de CFC (a finales de la década de 1970) por gases como pentano, propano, butano e isobutano. La lógica detrás de las espumas y geles de afeitar en bote es ahorrar tiempo en el afeitado. Mientras esto es cierto, también se ha discutido que los propósitos principales de la crema de afeitar (lubricar y proteger la piel) se pierden al envasar la crema y mezclarla con gases propulsores y otros químicos. Como ya no se genera una espuma mezclada con agua, la crema ya no protege la piel y su único propósito es lubricar un poco el rostro para que la navaja o rastrillo puedan cortar la barba ya que no ofrecen mayor protección contra cortes e irritación. La insatisfacción de muchos hombres en los últimos años ha despertado nuevamente el interés en la crema de afeitar tradicional.

## Tipos de crema de afeitar

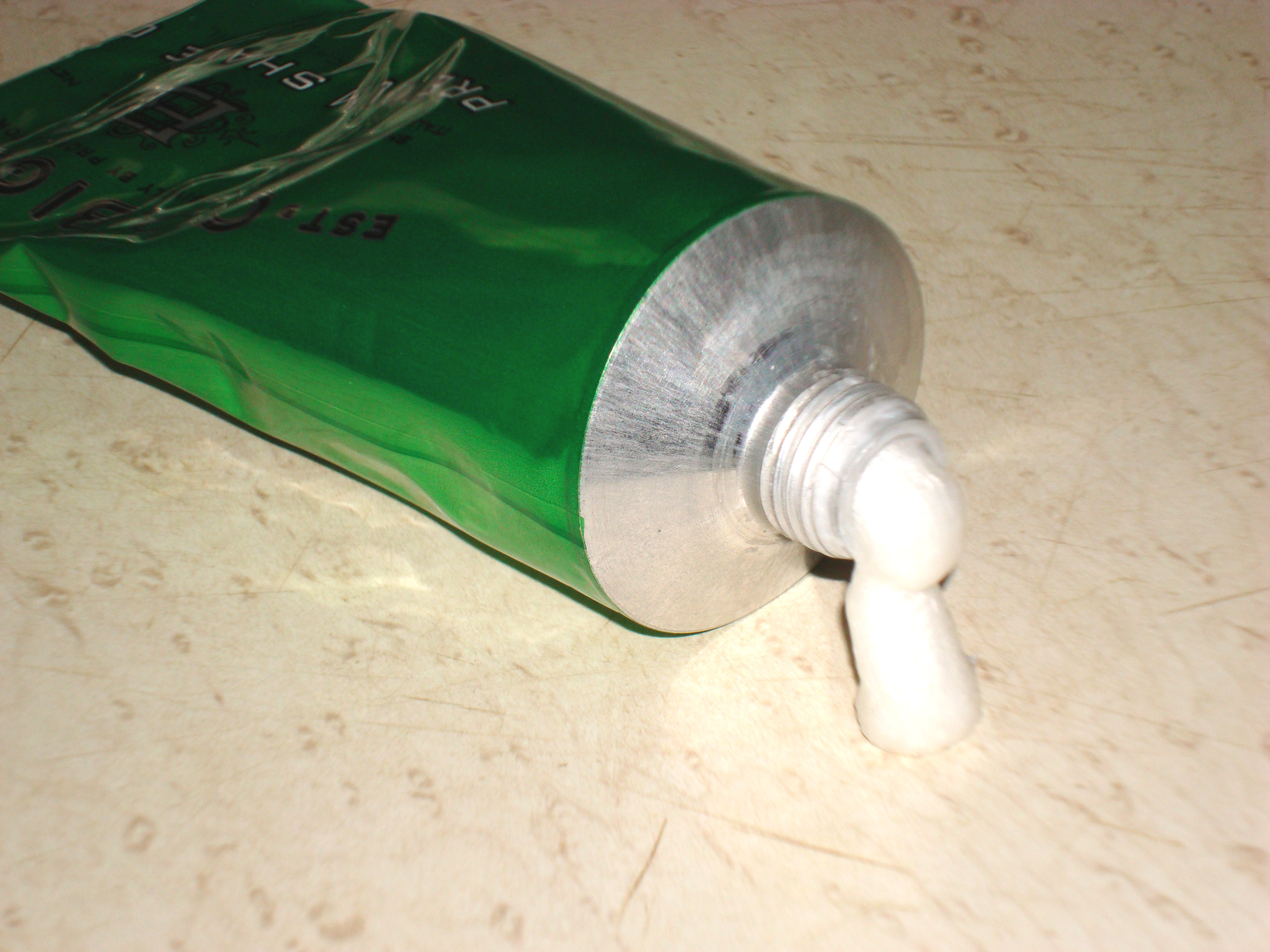
Crema tradicional en tubo. El producto suele colocarse en una taza para agitarlo con la brocha y generar una espuma cremosa.

- Crema tradicional o clásica: es la forma original de la crema para afeitar y todavía la más usada en las barberias profesionales más caras;[5] su uso requiere de una brocha. Debido a su mayor contenido de agua proporcionan mejor lubricación de la piel y deslizamiento de la navaja o maquinilla de afeitar.[6] Su presentación puede ser en tubo o en tarro y son muy famosas en Europa, Estados Unidos y Canadá.

Aunque su popularidad disminuyó hace algunas décadas, actualmente están recobrando su popularidad en el mercado debido a la insatisfacción de muchos hombres con los resultados de productos convencionales. La crema de afeitar suele presentarse en tubo o en tarro dependiendo del fabricante. Las presentaciones en tubo suelen contener menos producto y están diseñadas para viajar cómodamente, mientras que las presentaciones en tarro contienen más producto y están diseñadas para el uso casual.
Sin embargo, ésta es una excepción como en el caso de la italiana Proraso, cuya única presentación es en tubo. Las cremas de afeitar británicas suelen presentarse en tarro.
- Sin brocha (del inglés brushless): son un nuevo tipo de crema de afeitar que no produce espuma. Por lo general, se requiere más producto para cubrir bien la cara o el área a afeitarse.

- Envasada: espuma o gel envasados en botes de aluminio. Contienen gases comprimidos los cuales se mezclan con el producto para generar una espuma rápida.

## Composición habitual de la crema de afeitar
- Agua. Hidrata y reduce la inflamabilidad de los gases comprimidos.
- Jabones.
  - Dodecilsulfato sódico (Laurilsulfato de sodio)
- Gas comprimido (en caso de que sea en lata)
  - Mezcla de hidrocarburos propano, butano y metilpropano (isobutano)
- Glicerina En este artículo puede ver las distintas funciones que tiene la glicerina en las cremas cosméticas en general
- Y en algunos casos mentol.